# 顏竣
顏竣（5世紀—459年），字士遜，琅琊臨沂人。顏竣是南朝宋官員，其父為金紫光祿大夫顏延之。顏竣曾深得宋孝武帝寵信，貴盛一時，惟後來失去孝武帝信任，更發怨言，孝武帝不滿之下遂將他誣殺。

## 生平

### 孝武心腹
顏竣初任太學博士，後轉太子舍人，然後外任武陵王劉駿的撫軍主簿。當主簿期間，劉駿十分重用他，而顏竣亦盡心幫助他。後來，宋文帝不想諸王各立朋黨，有意召顏竣回朝，但因吏部尚書江湛勸止才得續留。顏竣隨劉駿轉安北、鎮車及北中郎府。元嘉二十八年（451年），劉駿轉南中郎將、江州刺史，又以顏竣為南中郎記室參軍。
元嘉三十年（450年），顏延之退休，顏竣堅持要離職但不獲允許，只獲賜假回家，然而未出發就發生了太子劉劭弒父奪位的事，劉駿於是起兵討伐劉劭，轉顏竣為諮議參軍，領錄事，任總外內，並且負責寫檄文。當時劉駿將軍事都交由沈慶之處理，慶之隨即要整備軍隊，顏竣就說：「現在兵力少，力量弱，應該先待其他軍隊趕來集合。」慶之聽後大怒：「剛要做大事，小孩就要插嘴了，災禍就這樣來了，應該斬殺他宣示給大家看。」顏竣恐懼，下拜向慶之道歉，慶之就說：「你只負責文書事就可了。」檄文廣發，劉駿亦隨大軍自尋陽出發，但一開始就患病，當時上至沈慶之都見不到劉駿，就只有顏竣能出入劉駿病榻對重要軍務作決定。期間劉駿多次病危，根本不能辦事，顏竣就乾脆自己代為決定。同年劉駿擊敗劉劭，即位為帝，是為宋孝武帝，以顏竣為侍中。不久，轉左衞將軍，封建城縣侯，食邑二千戶。
孝建元年（454年），顏竣轉吏部尚書，領驍騎將軍。顏竣留心選舉事務，堅持不懈為朝廷選任官員，又因得孝武帝信任，故所推薦的人都得准許。同年，南郡王劉義宣等人起兵反抗孝武帝，以顏竣兼領軍。其時義宣及臧質諸子躲在建康、秣陵、湖熟及江寧四縣縣界，孝武帝聞訊大怒，免去丹陽尹褚湛之官職，並收捕四縣長官，改以顏竣為丹陽尹，加散騎常侍。顏竣當時得寵，權傾一朝，但其父並不因而享受兒子供給他的華美物質；竣弟顏測亦因哥哥親貴而憂心。

### 議鑄新錢
元嘉年間曾經鑄造了四銖錢，邊緣輪郭和形狀規格都和五銖錢相同，由於製造成本高，故百姓都沒有盜鑄。孝武帝即位又鑄孝建四銖，孝建三年（456年），尚書右丞徐爰更建議以銅贖刑以增加鑄錢用銅，並得允許。可是這次製作的四銖錢又薄又小，輪郭更加不成形，這樣差劣的品質令民間私鑄又成風氣，將鉛和錫混進銅中鑄幣，製造不堅固的假幣；又有人從古錢取銅，令這些錢變得薄小，有點像官方發行的錢。雖然朝廷下令嚴辦，但還是無法遏止，民眾因私鑄而引起的百物騰貴而苦不堪言。最後只能定立好規格，薄小而無外緣的錢都禁止流通。
沈慶之當時就建議開放人民鑄錢，在各郡縣開設錢署，讓想鑄錢的人民住在內鑄錢，並規管他們鑄錢品質；回收所有有輪郭的錢，藏起來不再流通，並將之前禁止的錢暫時通行，以後新造錢都用錢署所定規格的錢。他認為配合嚴禁剪鐅古錢及私鑄的措施，數年以後官府和民間錢幣流通都充足，且銅器都會因開放鑄錢而變成錢幣，銅用後私鑄自無，亦讓有限的銅資源得到好好利用。孝武帝將沈慶之的建議給群臣議論，顏竣雖認同開放民鑄，但亦認為銅資源本身有限，若行民鑄，則會令銅器價格上漲，最終亦令人民覺得無利可圖而影響成效；另亦認為重新讓之前被禁的錢流通只會令私鑄等事禁而不止。他指出當前最大問題是朝廷府庫空虛，即使改革錢幣改善民間錢幣流通，令其豐實，亦無助於解決朝廷匱乏的問題，主張朝廷以節儉為務，以圖讓財富積累。
當時又有人以銅難以得到，要改鑄用銅較少的二銖錢，顏竣提出三點表明反對，其一認為這樣既無助於解決朝廷財政問題，更助長了民間藉此取巧盜鑄，破壞經濟，且惡果一兩年間就會呈現，難以糾正。其二則指出這樣做無法讓朝廷得到一二億利錢，即使有也要等到年末稅款收入帳才能動用，無法解決當前府庫乏財的困境，只會讓一些奸詐的人民從中取利。其三表示現在改革錢幣，之前又禁止一些錢幣流通，這些措施其實都影響人民生活，改易之下勢將擾民，未見利先見害；亦讓富商得益，又苦了貧民。孝武帝故終沒實行。後來宋前廢帝即位後還是鑄了較細的二銖錢，民間立即掀起盜鑄風潮，但規格都不及官鑄錢。不久，沈慶之請容許私鑄獲准，出現大量劣質錢幣，有些錢薄得一千個串起還不夠三寸長，被稱為鵝眼錢；有些還比鵝眼錢更差的叫綖環錢，丟進水中不會沉，手揑會碎，於是商品交易引起很大問題。

### 屢諫失寵
後有一年顏竣見旱災，人民饑餓，於是建議一個月禁止製餳，節省了近一萬斛米。孝建三年（456年）轉吏部尚書領太子左衞率，因丁父憂而未拜。後復任右將軍、丹陽尹，顏竣前後十前上表請辭但都不獲允許，孝武帝更派寵臣中書舍人戴明寶抱他登車，載他到丹陽尹郡府處，又賜其一襲布衣，以綵綸作絮，並派主衣負責禮儀。顏竣以其他朝代的舊事陳述朝政得失，故顏竣對孝武帝登位後屢次大興土木都懇切勸諫，不作迴避，但孝武帝對此卻很不高興，大多都不聽勸諫。顏竣自負才幹，　亦和孝武帝有舊恩，故認為應當居中協助公務，長掌朝政。不過眼見屢諫不納，顏竣心裏也懷疑皇帝要疏遠他，於是故意求外任，看看皇帝心意。大明元年（457年），孝武帝以顏竣為東揚州刺史，右將軍如故。顏竣這樣就更憂懼無計。上任後，還母喪，孝武帝不讓他離職，而讓他送喪還都，也得厚待他，但這更令顏竣不安。顏竣因而對親戚故友都表現出他的怨憤，又說朝政的荒謬錯事，皇帝的得失。大明二年（458年），王僧達因高闍作亂而為孝武帝藉故誅殺，但僧達認為是顏竣進讒言害他，臨死對將顏竣說過怨憤及不滿孝武帝不聽諫言的說話說出來。孝武帝發現僧達說的其實有根據，故此命御史中丞庾徽之上奏彈劾顏竣。不過，孝武帝當時並不是想殺他，只免去其官職，不過顏竣卻頻頻謝罪，更乞全性命，這樣反弄得孝武帝憤怒，下詔斥責他。
大明三年（459年），竟陵王劉誕據廣陵起兵反抗孝武帝，孝武帝終以此事誣陷顏竣，再命庾徽之上奏彈劾，然後自己下詔於獄中賜死，詔命亦說會保全其妻兒性命，流放遠地。可是，他的兒子顏辟強在流放交州的路上就遭孝武帝派人殺害。

## 延伸阅读
[在维基数据编辑]
 《宋書/卷75》，出自沈约《宋书》